# Teatro Angrense
O Teatro Angrense localiza-se na rua da Esperança, no Centro Histórico de Angra do Heroísmo, na ilha Terceira, nos Açores.
Ao longo de sua história nele se apresentaram diversos nomes da cultura local, nacional e internacional. A primeira pedra foi lançada nos seus alicerces em cerimónia realizada no dia 2 de outubro de 1855, em cerimónia integrada nos festejos da aclamação de D. Pedro V. Construído à semelhança do Ginásio de Lisboa, na construção só se empregaram «moldes e artistas da ilha». A abertura solene ocorreu no dia 22 de novembro de 1860. O edifício passou já por duas grandes remodelações, um na década de 1926, com projecto de Eduardo Gomes da Silva, que lhe deu o aspecto atual, e outra, na década de 1980, na sequência do terramoto de 1 de janeiro de 1980, sem alteração relevante da sua arquitectura.
O Teatro Angrense está classificado como Imóvel de Interesse Público desde 1989.

## História
No local onde se ergue o teatro, na esquina da rampa que dá acesso ao atual Mercado Duque de Bragança, existiu em 1599 um edifício que servia de armazém a mercadorias importadas. Ali, em um caixote de fazendas oriundas da Índia, iniciou-se o foco da epidemia de peste que assolou a cidade naquele ano, fazendo inúmeras vítimas entre a população.
Como medida profilática, a Câmara Municipal determinou incendiar o edifício, que permaneceu em ruínas até 1862, ano em que um grupo de acionistas se constituiu para construir um teatro. O projeto previa 50 camarotes dispostos em três ordens, 152 lugares na plateia, 63 cadeiras, um pequeno salão no pavimento superior, um palco e 14 camarins.
As instalações do teatro ao longo dos anos mostraram-se pequenas e desconfortáveis: o palco era pequeno e os camarins excessivamente úmidos, a arquitetura, exterior e interior, era pobre diante do meio cultural da cidade, que se expandia no início do século XX.
Cogitou assim a direção, com a aprovação da Assembleia Geral, transformar e ampliar as suas instalações. O projeto aprovado era de autoria do então major Eduardo Gomes da Silva, iniciando-se as obras em 1919, sob a direção do mesmo. A inauguração teve lugar em 19 de março de 1926, com a apresentação da Companhia Teatral Maria Matos-Nascimento Fernandes.
O edifício resistiu sem danos de monta ao grande terramoto de 1980, demonstrando a sua solidez. Na década de 1990, na posse da Câmara Municipal, passou por uma campanha de remodelação.
Entre os nomes da música nacional, destacou-se a presença de Rita Guerra em 2008. Igualmente no panorama nacional a presença de um dos vultos do fado português, Carlos do Carmo.
Entre os espectáculos mais recentes, é de destacar a "Madame Butterfly" pela Companhia Lírica Siglo XXI, que se realizou nos dias 7 e 8 de Dezembro de 2008.
Já em 2009, mais concretamente a 14 de Março, a banda Deolinda actuaram no Teatro Angrense.
Foi declarado Imóvel de Interesse Público, como publicado em Jornal Oficial, I Série, nº 49, Resolução n.º 152/89, de 5 de Dezembro, classificação consumida por inclusão no conjunto classificado da Zona Central da Cidade de Angra do Heroísmo, conforme a Resolução n.º 41/80, de 11 de Junho, e artigo 10.º e alínea a) do artigo 57.º do Decreto Legislativo Regional n.º 29/2004/A, de 24 de Agosto.

## Características

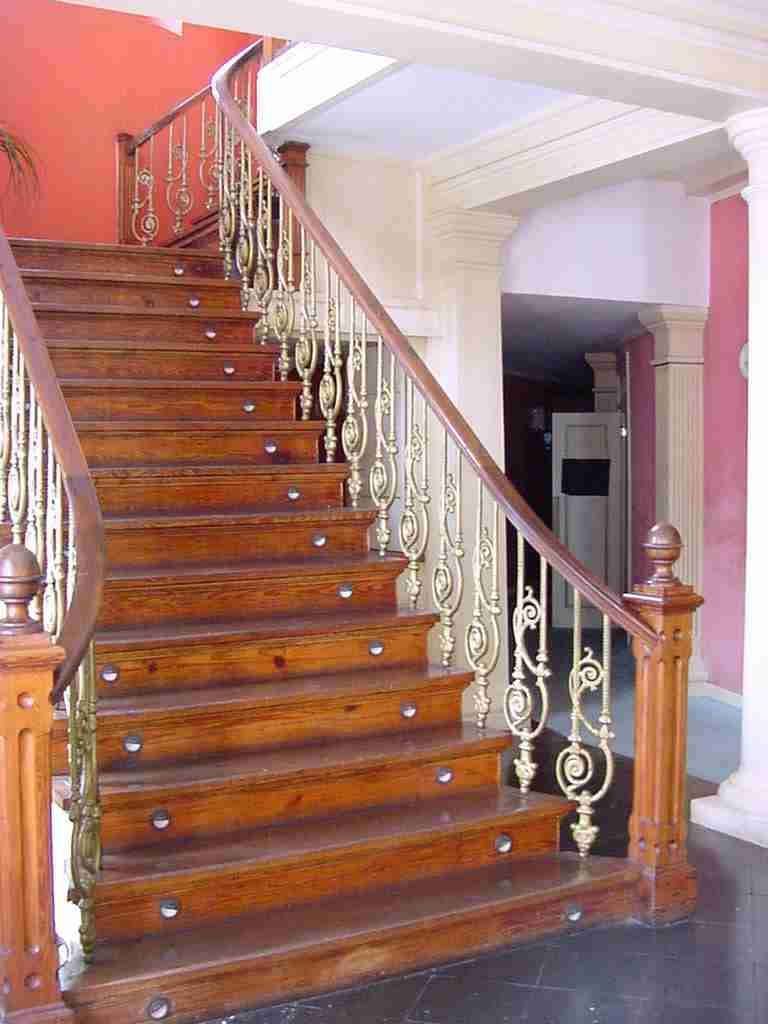
Teatro Angrense: escadaria interior.

Em sua fachada encontram-se elementos do estilo neoclássico e, em por cima da bilheteira, um elemento em arte nova em ferro forjado.
A sua sala no formato de "ferradura", é típica da ópera italiana. Atualmente tem capacidade para 927 lugares sentados, dispostos em quatro pavimentos.